# Britt-Inger Johansson
Britt-Inger Johansson, född 1959 i Kiruna, är en svensk konstvetare. Hon är sedan 2012 professor i konstvetenskap vid Uppsala universitet, och sedan 2013 rektorsråd för kultur. Hennes forskningsområden omfattar kyrkoarkitektur och kyrkorum, kungliga slottsmiljöer under 1800-talet, arkitekturhistoria före arkitekturhistorien och fantasin som kulturarv. Hennes doktorsavhandling bär titeln I tidens stil : arkitekten Agi Lindegrens liv och verk: 1858–1927.